# 1988年夏季残疾人奥林匹克运动会西班牙代表团
1988年夏季残疾人奥林匹克运动会西班牙代表团是西班牙派出的1988年夏季残疾人奥林匹克运动会代表团。获得18枚金牌、13枚银牌和12枚铜牌。